# Koercja magnetyczna

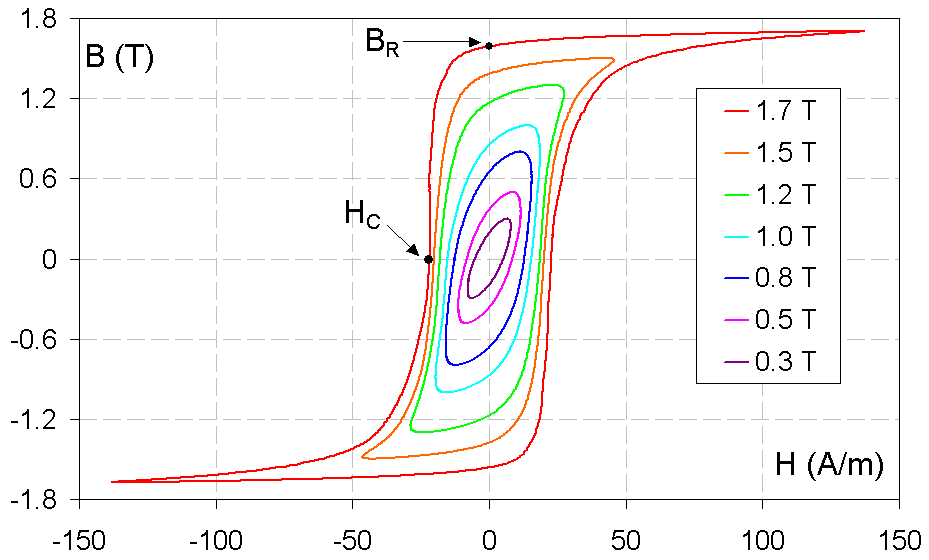
Definicja koercji magnetycznej H_{C}

Koercja magnetyczna (zwana również natężeniem powściągającym) - natężenie pola magnetycznego, które sprowadza namagnesowanie resztkowe ferromagnetyka do zera. Wartość koercji określa punkt przecięcia maksymalnej pętli histerezy z osią odciętych. 
Zależnie od wartości koercji ferromagnetyki dzieli się na magnetycznie twarde (o dużej wartości koercji, powyżej 10 000 A/m), magnetycznie półtwarde (o wartościach pośrednich) oraz magnetycznie miękkie (o stosunkowo niewielkich wartościach koercji, poniżej 1000 A/m).
Wartość koercji danego materiału, a nawet danej jego próbki zależy od temperatury, wcześniejszej obróbki cieplnej i mechanicznej, rozmiarów próbki, uzyskanej struktury domenowej i krystalicznej.
Przyrząd do pomiaru koercji to koercjometr.